# Farther Up the Road
Further on (Up the Road) de Bruce Springsteen
Farther Up the Road ou Further On Up the Road est une chanson de blues enregistré initialement en 1957 par Bobby Blue Bland. C'est un shuffle texan avec un jeu de guitare qui représente une transition entre le blues des années 1940 et le style blues-rock des années 1960.
La chanson est le premier succès de Bobby Blue Bland et une ses plus connues. En tant que standard du blues Farther Up the Road a été joué et enregistré par de nombreux artistes, parmi lesquels Eric Clapton qui l'a intégré à  son répertoire.
En 2022, la version de Bobby Blue Bland est introduite au Blues Hall of Fame dans la catégorie « Classics of Blues Recording – Singles ».

## Reprises d'Eric Clapton
Eric Clapton enregistre plusieurs versions de Farther Up the Road, la titrant généralement Further on Up the Road à l'image des premières paroles de la chanson. Clapton reprend les paroles originales mais avec un tempo accéléré et un shuffle sans fioriture. Elle apparaît une première fois sur l'album live E.C. Was Here, en 1975. En 1976, il enregistre une version live avec Freddie King, laquelle figure sur Freddie King (1934–1976).  Toujours en 1976, il interprète la chanson avec The Band dans le film-concert The Last Waltz. Une autre version live est captée au Japon en 1979 pour Just One Night. En 1981, Clapton l'enregistre avec Jeff Beck pendant le concert-caritatif The Secret Policeman's Other Ball (en).